# M115 (САУ)
M115 203 мм гаубиця, також відома як 8-дюймова гаубиця M115, а спочатку 8-дюймова гаубиця M1 — буксирувана, важка гаубиця, розробленою армією Сполучених Штатів. Використовувалась під час Другої світової війни, війни в Кореї та війни у В'єтнамі. Після Другої світової війни її також прийняли низка інших країн Європи, Близького Сходу та Азії.

## Історія
Під час Першої світової війни ліцензійне виробництво британської 8-дюймової гаубиці Mark VI було здійснено компанією Midvale Steel and Ordnance Company, розташованою в районі Найстаун у Філадельфії, штат Пенсільванія. Американські експедиційні сили у Франції використовували зброю як американського, так і британського виробництва. У 1940 році в Сполучених Штатах все ще було 475 гаубиць Mark VII і Mark VIII 1/2, але немає жодних повідомлень про використання Mark VI або інших марок під час Другої світової війни.
Початковий проект 8-дюймової гаубиці M1 був розроблений у 1919 році, і в результаті з’явилася гаубиця M1920, але програма була припинена до відновлення в 1927 році. Гаубиці T2 і T3 були прототипами партнера для нової 155 мм гармата. Перші рекламні фотографії 8-дюймової гаубиці типу М1 на переробленому лафеті з’явилися в 1931 році, але розвиток сповільнився Великою депресією. T3 був стандартизований як 8-дюймова гаубиця M1 у 1940 році.
Як і британська 8-дюймова гаубиця часів Першої світової війни (та більшість інших великих гармат), M1 використовує гвинт Welin для казенної частини. Каретка була такою ж, як і для американської 155 мм гаубиці M1 і також був прийнятий англійцями для їхньої 7,2-дюймової гаубиці BL. Складається з розрізного шлейфа з урівноважувальними вузлами, механізмами підйому і переміщення, двовісного візка з вісьмома шинами та одновісного одноколісного лімбера для буксирування. Чотири лапи, які перевозились на тралі, використовувалися для упору зброї.

## Оператори
- США: колишній оператор[7]
- Бельгія: колишній оператор, 14 систем в 1983[8]
- Хорватія: колишній оператор, 24 systems
- Данія: колишній оператор[7] 1953–1996, 12 систем
- ФРН: колишній оператор
- Греція: колишній оператор[7]
- Італія:[7]
- Іран: 20 станом на  2016[9]
- Ірак
- Йорданія: 4 в станом на  2016[10]
- Японія: колишній оператор
- Південна Корея: Збройні Сили придбали відразу після Корейської війни в 1953. Почали замінювати наприкінці 2000-х на K9 Thunder.[11]
- Нідерланди[7]
- Пакистан: 28 станом на  2016[12]
- Саудівська Аравія: 8 станом на  2016[13]
- Іспанія: колишній оператор[7]
- Судан: в Туреччині, 60 систем
- Республіка Китай: 70 станом на  2016[14]
- Туреччина: 162 станом на  2016[15]

## Самохідні кріплення

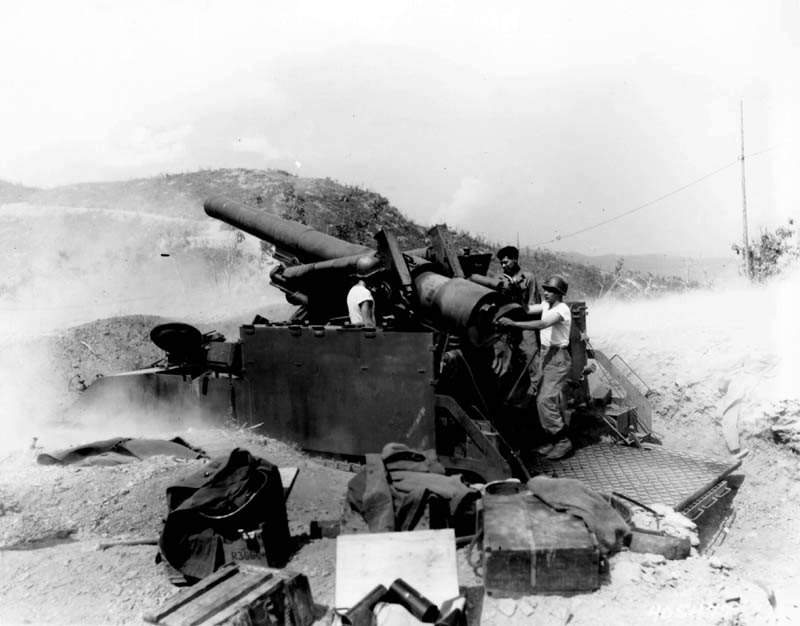
8-дюймовий HMC M43 у Кореї

- Гаубиця була встановлена на модифікованому шасі середнього танка М4, в установці М17. Машина, яка була отримана в результаті, спочатку отримала назву 8-дюймовий моторний лафет гаубиці T89, а згодом стандартизований як 8-дюймовий моторний лафет гаубиці M43. Всього побудовано 48 одиниць[16].
- 8-дюймовий гаубичний моторний лафет T80 – базується на шасі середнього танка T23, ніколи не перевищував етап пропозиції[17].
- 8-дюймовий гаубичний моторний лафет T84 — заснований на шасі середнього танка T26, однопілотний був побудований у 1945 році[18].
- Гаубиця була встановлена на спеціально сконструйованому гусеничному шасі, щоб перетворитися на 8-дюймову самохідну гаубицю M110. Примітно, що точність і скорострільність постраждали через необхідність опускати гарматну трубу до висоти заряджання для кожного пострілу, щоб використовувати гусеничний автомат заряджання, але пізніші версії M110A1 і M110A2 мали покращені точність і дальність.

## Дивись також
- 8-дюймова гармата М1
- 203-мм важка гаубиця М1931 (Б-4) — приблизний радянський аналог